# Most Akbara
Most Akbara (hebrejsky: גשר עכברה, Gešer Akbara) je most přes vádí Nachal Akbara v severním Izraeli, na jihovýchodním okraji města Safed. Vede po něm dálnice číslo 89. Jižně od mostu leží čtvrť Safedu Akbara.

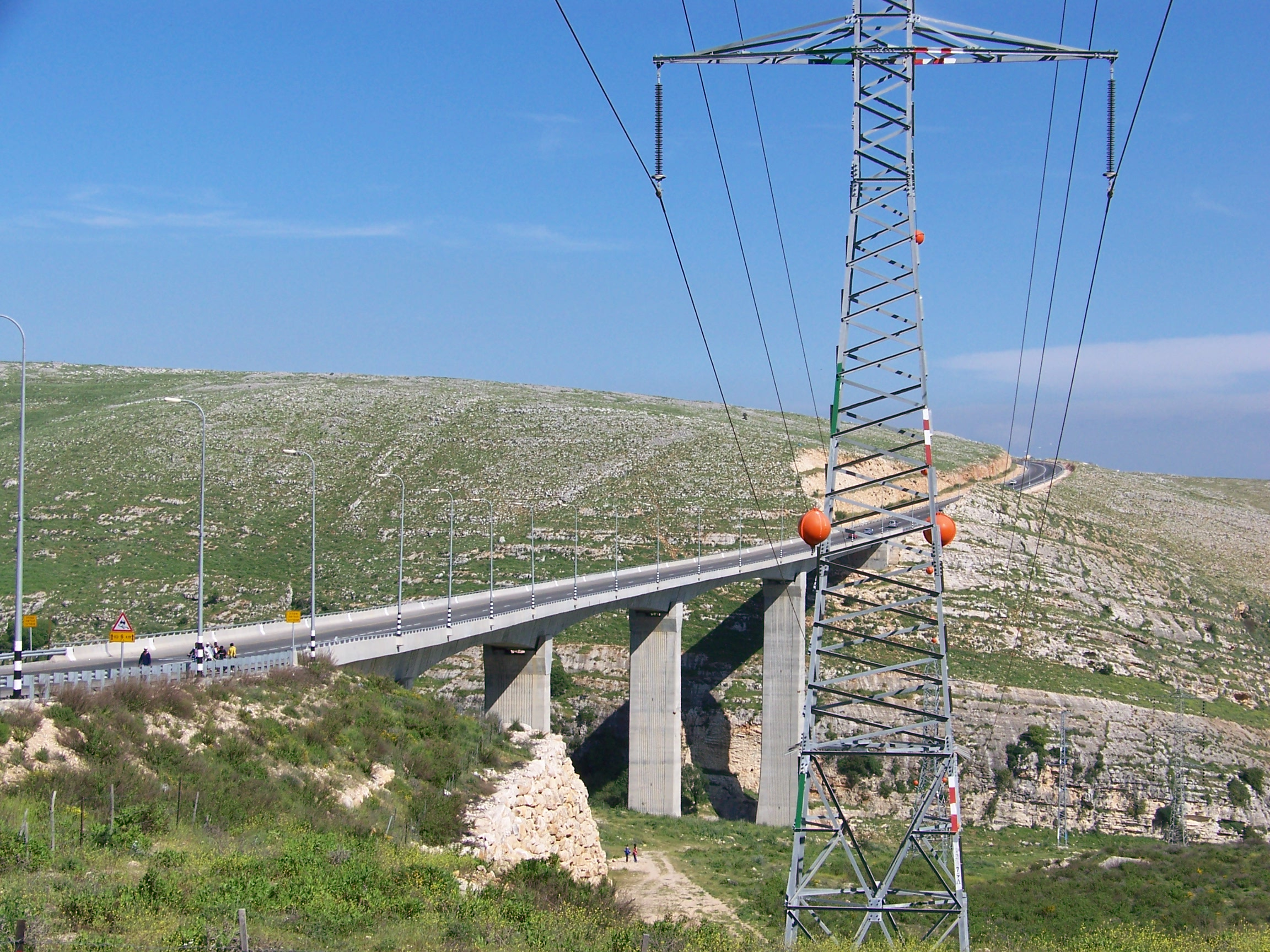
Celkový pohled na most Akbara

Jde o nejvyšší most v zemi. Vyprojektovala ho kancelář Yaron-Shimoni-Shacham. Délka mostu dosahuje 435 metrů, výška nad dnem údolí 65 metrů a rozpětí mezi jednotlivými pilíři je 100 metrů. Výstavbu prováděla firma Šapir. Práce zde začaly v roce 2001 a počítalo se s dokončením mostu do roku 2003.